# Young Dolph

Young Dolph (2017)

Young Dolph, eigentlich Adolph Thornton Jr. (* 11. August 1985 in Chicago, Illinois; † 17. November 2021 in Memphis, Tennessee), war ein US-amerikanischer Rapper und Musikverleger.

## Leben und Karriere
Young Dolph wurde 1985 als Adolph Thornton Jr. in Chicago geboren. Im Alter von zwei Jahren kam er nach Memphis, wo er zusammen mit seinen beiden Brüdern bei seiner Großmutter im sozial schwachen Stadtteil Castalia Heights aufwuchs. Seine zwei Schwestern wuchsen bei seiner anderen Großmutter in Chicago auf. Er schloss die Highschool ab, besuchte danach aber kein College.
Ab 2009 veröffentlichte er eine Reihe von Mixtapes, auf denen er seinen charakteristischen Stil präsentierte, der klassische Elemente des Dirty South mit von Punchlines lebenden Texten vermischt. Seinen Durchbruch erlebte er 2014 mit dem Song Preach vom Mixtape High Class Street Music 4 und dem dazugehörigen Musikvideo. Im selben Jahr wurde er Vater eines Sohnes. 2016 erschien sein Debütalbum King of Memphis, das sich auf Rang 49 in den US-Albumcharts platzieren konnte. Alle Veröffentlichungen Dolphs erschienen über sein eigenes Independent-Label Paper Route Empire. Er hat mit vielen anderen Künstlern zusammengearbeitet, darunter 2 Chainz, Metro Boomin und Rick Ross. Als Gastrapper auf der Single Cut It von O. T. Genasis erreichte er Platz 35 in den Singlecharts.
Young Dolph wurde im November 2021 beim Verlassen einer Bäckerei in seiner Heimatstadt Memphis von unbekannten Tätern erschossen. Er hatte im Februar und im September 2017 bereits Angriffe mit Schusswaffen in Charlotte und in Los Angeles überlebt.
Postum erschien im Dezember 2022 das achte Studioalbum Paper Route Frank.

## Diskografie

### Alben
| Jahr                               | Titel             | Höchstplatzierung, Gesamtwochen, AuszeichnungChartplatzierungen (Jahr, Titel, Platzierungen, Wochen, Auszeichnungen, Anmerkungen) | Höchstplatzierung, Gesamtwochen, AuszeichnungChartplatzierungen (Jahr, Titel, Platzierungen, Wochen, Auszeichnungen, Anmerkungen) | Anmerkungen                              |
| Jahr                               | Titel             | US | R&B | Anmerkungen                              |
| ---------------------------------- | ----------------- | --- | --- | ---------------------------------------- |
| 2016                               | King of Memphis   | US49 (2 Wo.)US | R&B9 (6 Wo.)R&B | Erstveröffentlichung: 19. Februar 2016   |
| 2017                               | Bulletproof       | US36 (4 Wo.)US | R&B19 (2 Wo.)R&B | Erstveröffentlichung: 1. April 2017      |
| 2017                               | Thinking Out Loud | US16 (4 Wo.)US | R&B9 (2 Wo.)R&B | Erstveröffentlichung: 20. Oktober 2017   |
| 2018                               | Role Model        | US15 (7 Wo.)US | R&B11 (4 Wo.)R&B | Erstveröffentlichung: 21. September 2018 |
| 2020                               | Rich Slave        | US4 Gold · (17 Wo.)US | R&B3 (8 Wo.)R&B | Erstveröffentlichung: 14. August 2020    |
| Postum veröffentlichte Studioalben |                   | | |                                          |
|                                    |                   | | |                                          |
| 2022                               | Paper Route Frank | US25 (5 Wo.)US | R&B9 (3 Wo.)R&B | Erstveröffentlichung: 16. Dezember 2022  |

### Kompilationen
mit Paper Route Empire

| Jahr | Titel                  | Höchstplatzierung, Gesamtwochen, AuszeichnungChartplatzierungen (Jahr, Titel, Platzierungen, Wochen, Auszeichnungen, Anmerkungen) | Höchstplatzierung, Gesamtwochen, AuszeichnungChartplatzierungen (Jahr, Titel, Platzierungen, Wochen, Auszeichnungen, Anmerkungen) | Anmerkungen                         |
| Jahr | Titel                  | US | R&B | Anmerkungen                         |
| ---- | ---------------------- | --- | --- | ----------------------------------- |
| 2021 | Paper Route Illuminati | US22 (3 Wo.)US | R&B13 (1 Wo.)R&B | Erstveröffentlichung: 30. Juli 2021 |

### Mixtapes
| Jahr | Titel            | Höchstplatzierung, Gesamtwochen, AuszeichnungChartplatzierungen (Jahr, Titel, Platzierungen, Wochen, Auszeichnungen, Anmerkungen) | Höchstplatzierung, Gesamtwochen, AuszeichnungChartplatzierungen (Jahr, Titel, Platzierungen, Wochen, Auszeichnungen, Anmerkungen) | Anmerkungen                                       |
| Jahr | Titel            | US | R&B | Anmerkungen                                       |
| ---- | ---------------- | --- | --- | ------------------------------------------------- |
| 2016 | Rich Crack Baby  | US132 (1 Wo.)US | R&B14 (2 Wo.)R&B | Erstveröffentlichung: 26. August 2016             |
| 2017 | Gelato           | US54 (2 Wo.)US | R&B22 (1 Wo.)R&B | Erstveröffentlichung: 2. Februar 2017             |
| 2019 | Dum and Dummer   | US8 Gold · (13 Wo.)US | R&B5 (5 Wo.)R&B | Erstveröffentlichung: 26. Juli 2019 mit Key Glock |
| 2021 | Dum and Dummer 2 | US8 (8 Wo.)US | R&B5 (3 Wo.)R&B | Erstveröffentlichung: 26. März 2021 mit Key Glock |

Weitere Mixtapes
- 2009: Paper Route Campaign
- 2010: Welcome to Dolph World
- 2012: A Time 2 Kill
- 2013: High Class Street Music 3
- 2013: South Memphis Kingpin
- 2014: High Class Street Music 4: American Gangster
- 2015: 16 Zips

### EPs
| Jahr | Titel                    | Höchstplatzierung, Gesamtwochen, AuszeichnungChartplatzierungen (Jahr, Titel, Platzierungen, Wochen, Auszeichnungen, Anmerkungen) | Höchstplatzierung, Gesamtwochen, AuszeichnungChartplatzierungen (Jahr, Titel, Platzierungen, Wochen, Auszeichnungen, Anmerkungen) | Anmerkungen                            |
| Jahr | Titel                    | US | R&B | Anmerkungen                            |
| ---- | ------------------------ | --- | --- | -------------------------------------- |
| 2018 | Niggas Get Shot Everyday | US59 (1 Wo.)US | R&B29 (1 Wo.)R&B | Erstveröffentlichung: 16. Februar 2018 |

### Singles
| Jahr | Titel Album                | Höchstplatzierung, Gesamtwochen, AuszeichnungChartplatzierungen (Jahr, Titel, Album, Platzierungen, Wochen, Auszeichnungen, Anmerkungen) | Höchstplatzierung, Gesamtwochen, AuszeichnungChartplatzierungen (Jahr, Titel, Album, Platzierungen, Wochen, Auszeichnungen, Anmerkungen) | Anmerkungen                                                  |
| Jahr | Titel Album                | US | R&B | Anmerkungen                                                  |
| --- | -------------------------- | --- | --- | ------------------------------------------------------------ |
| 2017 | 100 Shots Bulletproof      | US— PlatinUS | R&B49 (1 Wo.)R&B | Erstveröffentlichung: 14. April 2017                         |
| 2018 | Major Role Model           | US— ×3DreifachplatinUS | R&B47 (1 Wo.)R&B | Erstveröffentlichung: 31. August 2018 feat. Key Glock        |
| 2020 | RNB Rich Slave             | US— GoldUS | R&B38 (6 Wo.)R&B | Erstveröffentlichung: 29. Mai 2020 feat. Megan Thee Stallion |
| Postum veröffentlichte Singles |                            | | |                                                              |
| |                            | | |                                                              |
| 2022 | Get Away Paper Route Frank | — | R&B40 (2 Wo.)R&B | Erstveröffentlichung: 17. November 2022                      |
| 2024 | Let’s Go (Remix) –         | — | R&B23 (… Wo.)R&B | Erstveröffentlichung: 12. April 2024 mit Key Glock           |
| Folgende Lieder erschienen nicht als Single, wurden aber durch das Album zum Download und Streaming bereitgestellt und konnten somit eine Platzierung erlangen: |                            | | |                                                              |
| |                            | | |                                                              |
| 2020 | 1 Scale Rich Slave         | US— GoldUS | R&B45 (1 Wo.)R&B | Charteinstieg: 14. August 2020 feat. G Herbo                 |

Weitere Singles
- 2016: Get Paid
- 2017: Bagg
- 2017: Play wit Yo’ Bitch (US: Platin)
- 2018: By Mistake (US: Gold)
- 2019: 1 Hell of a Life (mit Key Glock, US: Gold)

### Gastbeiträge
| Jahr | Titel Album                           | Höchstplatzierung, Gesamtwochen, AuszeichnungChartplatzierungen (Jahr, Titel, Album, Platzierungen, Wochen, Auszeichnungen, Anmerkungen) | Höchstplatzierung, Gesamtwochen, AuszeichnungChartplatzierungen (Jahr, Titel, Album, Platzierungen, Wochen, Auszeichnungen, Anmerkungen) | Höchstplatzierung, Gesamtwochen, AuszeichnungChartplatzierungen (Jahr, Titel, Album, Platzierungen, Wochen, Auszeichnungen, Anmerkungen) | Höchstplatzierung, Gesamtwochen, AuszeichnungChartplatzierungen (Jahr, Titel, Album, Platzierungen, Wochen, Auszeichnungen, Anmerkungen) | Höchstplatzierung, Gesamtwochen, AuszeichnungChartplatzierungen (Jahr, Titel, Album, Platzierungen, Wochen, Auszeichnungen, Anmerkungen) | Anmerkungen                                                                                 |
| Jahr | Titel Album                           | DE | AT | CH | US | R&B | Anmerkungen                                                                                 |
| --- | ------------------------------------- | --- | --- | --- | --- | --- | ------------------------------------------------------------------------------------------- |
| 2015 | Cut It Rhythm & Bricks                | — | — | — | US35 ×2Doppelplatin · (20 Wo.)US | R&B11 (26 Wo.)R&B | Erstveröffentlichung: 25. September 2015 O. T. Genasis feat. Young Dolph                    |
| 2015 | California California EP              | — | — | — | — | R&B32 (12 Wo.)R&B | Erstveröffentlichung: 6. November 2015 Colonel Loud feat. T.I., Young Dolph & Ricco Barrino |
| Postum veröffentlichte Singles |                                       | | | | | |                                                                                             |
| |                                       | | | | | |                                                                                             |
| 2022 | Blood All on It So Icy Gang: The Reup | — | — | — | US98 (1 Wo.)US | R&B32 (1 Wo.)R&B | Erstveröffentlichung: 1. April 2022 Gucci Mane feat. Key Glock & Young Dolph                |
| 2024 | Really –                              | DE39 (1 Wo.)DE | AT50 (1 Wo.)AT | CH69 (1 Wo.)CH | — | — | Erstveröffentlichung: 15. März 2024 Lucry & Suena feat. Bonez MC & Young Dolph              |
| Folgende Lieder erschienen nicht als Single, wurden aber durch das Album zum Download und Streaming bereitgestellt und konnten somit eine Platzierung erlangen: |                                       | | | | | |                                                                                             |
| |                                       | | | | | |                                                                                             |
| 2017 | Stunting Ain’t Nuthin Mr. Davis       | — | — | — | US95 (1 Wo.)US | R&B39 (1 Wo.)R&B | Charteinstieg: 4. November 2017 Gucci Mane feat. Slim Jxmmi & Young Dolph                   |

Weitere Lieder mit Auszeichnungen
- 2016: Facts (US: Gold)
- 2016: Foreva (feat. T.I., US: Platin)
- 2017: On the River (feat. Wiz Khalifa, US: Gold)
- 2017: Both Eyes Closed (Gucci Mane feat. 2 Chainz & Young Dolph, US: Gold)
- 2018: Monster (feat. Key Glock, US: Gold)
- 2018: Downfall (Lil Durk feat. Young Dolph & Lil Baby, US: Gold)
- 2019: Water on Water (mit Key Glock, US: Platin)
- 2020: No Sense (feat. Key Glock, US: Gold)
- 2020: Hold Up Hold Up Hold Up (US: Gold)
- 2020: To be Honest (US: Gold)